# Antonio Carámbula Sagasti
Antonio Carámbula Sagasti (Montevideo, 7 de noviembre de 1960) es un veterinario y político uruguayo, perteneciente al Frente Amplio. El 30 de mayo de 2012 fue nombrado Subsecretario de Turismo y Deporte de Uruguay por el presidente, José Mujica. En el período 2015-2020 se desempeñó como director ejecutivo de Uruguay XXI, la agencia estatal para la promoción de las exportaciones, las inversiones, y la gestión de la marca país Uruguay Natural. Hoy es consultor especializado en negocios.

## Biografía
Realizó estudios en el sistema público uruguayo y culminó Secundaria en el liceo Elbio Fernández. Se recibió de doctor veterinario en 1990, en la facultad de Veterinaria de la Universidad de la República.
En 1989 residió casi un año en el Departamento de San José por una beca del Programa de las Naciones Unidas para el Desarrollo (PNUD) de “Asistencia Técnica Planificada”.
Realizó estudios de Posgrado en la Universidad Católica (UCUDAL) en la Maestría en Administraciones de Empresas MBA. 
Fue dirigente de la Federación de Estudiantes Universitarios del Uruguay (ASCEEP-FEUU), integrando su secretaría ejecutiva y su Consejo Federal. Además integró el Claustro y el Consejo de Facultad de Veterinaria (Universidad de la República) por el orden Estudiantil y la Asamblea General del Claustro y el Consejo de la Facultad por el orden de Egresados.
Fue Secretario Ejecutivo del Centro de Investigación y Promoción Franciscano y Ecológico (CIPFE), donde tuvo a cargo los programas sociales de la Institución (refugios para la 3.ª Edad, y Mujeres y niños en situación de calle) y Director de la publicación ambientalista “Alerta a la Vida”.
Fue docente de la Facultad de Ciencias Empresariales de la Universidad Católica del Uruguay.
Actualmente es Miembro de la Junta Directiva de la Universidad Claeh, integra la Comisión de Amigos del Teatro Solís, y es integrante del Directorio de la Fundación América Solidaria.

## Trayectoria pública
Entre 1995 y 2005 se desempeñó como Secretario de la Junta Local del Centro Comunal Zonal Nª 1 de la Intendencia Departamental de Montevideo, designado por el Intendente Arq. Mariano Arana.
Ocupó el cargo de Director de la División Región Centro de la Intendencia Departamental de Montevideo y fue director del “Plan de Rehabilitación de Ciudad Vieja”.
En 2005 fue designado por el presidente de la República Dr. Tabaré Vázquez (2005-2010) como director general de Secretaría del Ministerio de Turismo y Deporte de Uruguay hasta 2009, cuando fue designado subsecretario en dicha cartera.
En 2010 el presidente José Mujica lo nombra nuevamente como director general de Secretaría de dicho ministerio hasta mayo de 2012 donde fue nombrado como subsecretario de dicha cartera, hasta marzo de 2015.
En marzo de 2015 Tabaré Vázquez lo designa como nuevo director ejecutivo de Uruguay XXI, Instituto de Promoción de Inversiones y Exportaciones de Bienes y Servicios.
Entre otras actividades, fue representante del Ministerio de Turismo y Deporte en la Junta Nacional Aeronáutica, en la Junta Nacional de Drogas y Vicepresidente en la Comisión por la Erradicación de la Violencia en el Deporte.
Representó a Uruguay en las asambleas generales de la Organización Mundial del Turismo (OMT) realizadas en Senegal, Cartagena de Indias, Colombia, y en Corea del Sur. Integró la Junta Directiva del Servicio Ecuménico por la Dignificación Humana (SEDHU), representante en Uruguay del Alto Comisionado de las Naciones Unidas para los Refugiados (ACNUR) en Uruguay, estando a cargo del programa “Salida Temporaria de Colombianos en situación de riesgo”.

## Trayectoria política
Se afilió al Partido Demócrata Cristiano (Uruguay) en 1983, fue Secretario Político de la Democracia Cristiana Universitaria (DCU) y Secretario General de la Juventud del Partido Demócrata Cristiano (JDC).
Actualmente integra la Junta Nacional del Partido Demócrata Cristiano y ocupa la secretaría de Relaciones Internacionales. Es, además, Vicepresidente por el Cono Sur de la Organización Demócrata Cristiana de América (ODCA).